# Fuerza Aérea Argelina
La Fuerza Aérea Argelina (en árabe: القوات الجوية الجزائرية, transliteración: Al Quwwat aljawwiya aljaza'eriiya) es la Fuerza aérea del Ejército Nacional Popular de Argelia. Es la encargada de velar por la soberanía y la integridad territorial de Argelia.

## Aeronaves
En 2006 Argelia firmó un contrato con Rusia para proveerse de cerca de 80 cazas modernos, todavía en proceso de entrega. La FAA dispone de 564 aeronaves, incluyendo 112 aviones de combate, 58 aviones de transporte, 71 aviones de entrenamiento y 250 helicópteros.
| Fotografía | Aeronave                              | Origen                          | Tipo                                            | Versiones                  | En servicio | Notas                                                      |
| ---------- | ------------------------------------- | ------------------------------- | ----------------------------------------------- | -------------------------- | ----------- | ---------------------------------------------------------- |
|            | Sukhoi Su-30                          | Rusia                           | Caza de superioridad aérea                      | Su-30MKA                   | 58          |                                                            |
|            | Sukhoi Su-24                          | Rusia                           | Avión de ataque a tierra y reconocimiento       | Su-24BisSu-24MRSu-24MP     | 3742        |                                                            |
|            | Mikoyan-Gurevich MiG-29               | Unión Soviética                 | Caza polivalente                                | MiG-29SMiG-29UBTMiG-29M/M2 | 38214       | en proceso de mejora                                       |
|            | Yakovlev Yak-130                      | Rusia                           | avión de entrenamiento                          | Yak-130                    | 16          |                                                            |
|            | Aero L-39 Albatros                    | Checoslovaquia                  | Avión de entrenamiento avanzado y ataque ligero | L-39ZAL-39C                | 55          |                                                            |
|            | Zlín Z 42                             | Checoslovaquia/ Argelia         | entrenamiento                                   | Fernas-142                 | 46          | fabricados bajo licencia                                   |
|            | Zlín Z-43                             | Checoslovaquia/ Argelia         | entrenamiento                                   | Safir-43                   | 5           | fabricados bajo licencia                                   |
|            | Airbus A340                           | Francia                         | transporte VIP                                  | A340-500                   | 1           |                                                            |
|            | Gulfstream V                          | Estados Unidos                  | transporte VIP                                  |                            | 1           |                                                            |
|            | Gulfstream IVSP                       | Estados Unidos                  | transporte VIP                                  |                            | 4           |                                                            |
|            | Beechcraft Super King Air             | Estados Unidos                  | transporte                                      | 200200T                    | 82          |                                                            |
|            | Beechcraft King Air                   | Estados Unidos                  | transporte                                      | C90B                       | 3           |                                                            |
|            | Beechcraft 1900 Airliner              | Estados Unidos                  | transporte                                      | 1900D                      | 12          |                                                            |
|            | Ilyushin Il-78                        | Unión Soviética                 | reabastecimiento en vuelo                       | Il-78M                     | 6           |                                                            |
|            | Ilyushin Il-76                        | Unión Soviética                 | Avión de transporte                             | Il-76MDIl-76TD             | 37          |                                                            |
|            | Lockheed Martin C-130J Super Hercules | Estados Unidos                  | transporte                                      | C-130J/J30                 | 5           |                                                            |
|            | Lockheed C-130 Hércules               | Estados Unidos                  | transporte                                      | C-130HC-130H-30            | 8           |                                                            |
|            | CASA C-295                            | España                          | transporte / patrulla marítima                  | C-295C-295 Persuader       | 64          |                                                            |
|            | Pilatus PC-6 Porter                   | Suiza                           | transporte                                      | PC-6                       | 2           |                                                            |
|            | Bell 412                              | Estados Unidos                  | Helicóptero militar                             | 412EP                      | 2           |                                                            |
|            | Mil Mi-2                              | Polonia                         | Helicóptero de transporte militar               |                            | 22          |                                                            |
|            | Eurocopter AS 355 Ecureuil            | Francia                         | Helicóptero utilitario                          | AS 355N                    | 9           |                                                            |
|            | Kamov Ka-32 Helix-C                   | Rusia                           | búsqueda y rescate / evacuación médica          | Ka-32T                     | 3           |                                                            |
|            | Mil Mi-26                             | Unión Soviética                 | Helicóptero de transporte militar               | Mi-26T2                    | 12          |                                                            |
|            | PZL W-3 Sokół                         | Polonia                         | Helicóptero utilitario                          | W-3 Sokół                  | 8           |                                                            |
|            | Mil Mi-17                             | Unión Soviética                 | Helicóptero militar                             | Mi-17SHMi-17-1V3           | 4042        |                                                            |
|            | Mil Mi-24                             | Unión Soviética                 | Helicóptero de ataque                           | Mi-24                      | 37          | En proceso de modernización Hind                           |
|            | Mil Mi-28                             | Rusia                           | helicóptero de ataque                           | Mi-28 NE                   | 42          |                                                            |
|            | AgustaWestland Super Lynx             | Reino Unido                     | Helicóptero utilitario                          |                            | 4           |                                                            |
|            | AgustaWestland EH101                  | Reino Unido/ Italia             | Helicóptero naval                               | EH101                      | 6           |                                                            |
|            | Denel Dynamics Seeker                 | Sudáfrica                       | MALE UCAV                                       |                            | 10          |                                                            |
|            | Yabhon United 40 / El Jazaïr 54/55    | Argelia/ Emiratos Árabes Unidos | MALE UCAV                                       |                            |             | Versión argelina del Yahbon United 40 producido en Argelia |
|            | CASC Rainbow                          | China                           | MALE UCAV                                       |                            |             |                                                            |
|            | CAIG Wing Loong II                    | China                           | MALE UCAV                                       |                            | 24          |                                                            |
|            | Al Fajer L-10                         | Argelia                         | MALE UCAV                                       |                            |             |                                                            |

## Bases aéreas
| Ciudad Municipio | Aeropuerto Base aérea              | Código ICAO | Coordenadas geográficas | Grados decimales   |
| ---------------- | ---------------------------------- | ----------- | ----------------------- | ------------------ |
| Oum El Bouaghi   | Oum El Bouaghi Airbase             | (DAEO)      | 35°52′22″N 07°15′48″E   | 35.87278, 7.26333  |
| Annaba           | Aeropuerto de Annaba - Rabah Bitat | (DABB)      | 36°49′11″N 07°48′42″E   | 36.81972, 7.81167  |
| Aïn Oussara      | Aïn Oussara Airbase                | (DAAQ)      | 35°31′16″N 02°52′59″E   | 35.52111, 2.88306  |
| Biskra           | Aeropuerto de Biskra               | (DAUB)      | 34°48′21″N 05°44′23″E   | 34.80583, 5.73972  |
| Bousfer          | Bousfer Airbase                    | (DAOE)      | 35°43′53″N 00°48′15″W   | 35.73139, -0.80417 |
| Boufarik         | Boufarik Airbase                   | (DAAK)      | 36°33′10″N 02°52′33″E   | 36.55278, 2.87583  |
| Béchar           | Boudghene Ben Ali Lotfi Airport    | (DAOR)      | 31°39′05″N 02°15′40″E   | 31.65139, 2.26111  |
| Chlef            | Chlef International Airport        | (DAOI)      | 36°12′38″N 01°19′46″E   | 36.21056, 1.32944  |
| Blida            | Blida Airbase                      | (DAAB)      | 36°29′52″N 02°48′36″E   | 36.49778, 2.81000  |
| Laghouat         | Moulay Ahmed Medeghri Airport      | (DAUL)      | 33°46′07″N 02°55′18″E   | 33.76861, 2.92167  |
| Tamanrasset      | Aeropuerto Hadj Bey Akhamok        | (DAAT)      | 22°48′40″N 05°27′03″E   | 22.81111, 5.45083  |

## Comandos Fusileros del Aire
Los Regimientos de Comandos Fusileros del Aire, son regimientos especializados de la Fuerza Aérea de Argelia. En 1992 aparecieron los primeros regimientos de comandos fusileros, con la primera promoción de comandos, bajo el impulso del Comandante en Jefe de la Fuerza Aérea de Argelia, el General de división Benslimani.

## Graduación militar

### Generales
| Grado militar       | Insignia | Rangos OTAN |
| ------------------- | -------- | ----------- |
| General del Aire    |          | OF-9        |
| Teniente General    |          | OF-8        |
| General de División |          | OF-7        |
| General de Brigada  |          | OF-6        |

### Oficiales, jefes y cadetes
| Grado militar             | Insignia | Rangos OTAN |
| ------------------------- | -------- | ----------- |
| Coronel                   |          | OF-6        |
| Teniente coronel          |          | OF-5        |
| Comandante                |          | OF-4        |
| Capitán                   |          | OF-3        |
| Teniente                  |          | OF-2        |
| Alférez                   |          | OF-1        |
| Aspirante a oficialCadete |          | OF-D        |

### Suboficiales y tropa
| Grado militar    | Insignia | Rangos OTAN |
| ---------------- | -------- | ----------- |
| Subteniente      |          | OR-8        |
| Brigada          |          | OR-7        |
| Sargento primero |          | OR-6        |
| Sargento         |          | OR-5        |
| Cabo primero     |          | OR-4        |
| Cabo             |          | OR-3        |
| Soldado          |          | OR-2        |
| Recluta          |          | OR-1        |

## Historia

### Inicios
La Fuerza Aérea de Argelia se creó para apoyar la lucha del Ejército Nacional Popular de Argelia contra las fuerzas de ocupación francesas. La dedición de crear una fuarza aérea argelina, fue tomada como parte de las decisiones del congreso de Soummam celebrado el 20 de agosto de 1956, que recomendó un plan a largo plazo para formar un ejército moderno. En 1957, seis argelinos fueron enviados a entrenar a la escuela de vuelo de la Fuerza Aérea Árabe Siria ubicada en Nayrab, cerca de Alepo. Durante ese período, también se realizó un entrenamiento conjunto con las fuerzas aéreas egipcias e iraquíes, así como en la URSS y China (RPC). En los primeros días, los primeros contingentes de pilotos y mecánicos de aviación militar comenzaron a ocupar las academias rusas, hacia finales de 1960, se realizan capacitaciones en algunos países árabes de Oriente Medio, como parte de un programa de ayuda mutua, que tuvo como objetivo capacitar y equipar a la joven fuerza aérea argelina. Como tal, Argelia recibió 18 aviones de entrenamiento Al Joumhouria (La República) fabricados en Egipto, así como cinco cazas MiG-15 para interceptación. En noviembre de 1962, expertos e instructores de Europa Oriental llegaron a Argelia y se entregaron nuevos equipos: cinco cazas biplazas MiG-15UTI, seis aviones de transporte Ilyushin Il-14 y diez helicópteros Mil Mi-4 Hound. Fueron adquiridos dos Beechcraft D18 para el transporte de funcionarios gubernamentales. Tras la Guerra de las Arenas, que enfrentó a Argelia con el Reino de Marruecos en 1963, Argelia decidió embarcarse en un vasto programa de entrenamiento y armamento auspiciado por la Unión Soviética.

### Primera fase de modernización
En 1964, Argelia adquirió su primer avión ofensivo: cinco MiG-15Bis y MiG-17F además de catorce bombarderos tácticos Ilyushin Il-28, así como nuevos aviones de transporte: seis Il-14, un Il-18 para el gobierno y un An-12. Estos aviones llegaron con armas y municiones para las fuerzas terrestres. La URSS también modernizó la base aérea de Boufarik. El mismo año, la promoción de los estudiantes pilotos PE64A1 de la base aérea 709 de Cognac recibió a varios alumnos argelinos con el grado de subteniente, vestidos de civil, luego vestidos con el uniforme francés de aviador, que recibieron sucesivamente galones de cabo y sargento, para pasar desapercibidos entre los aviadores franceses que al mismo tiempo ascendían de rango, el entrenamiento se llevó a cabo en aviones de entrenamiento T-6 Texan de fabricación estadounidense. Algunos de estos oficiales argelinos vestidos como aviadores franceses habían declarado previamente haver volado en aviones Jodel situados en aeroclubs ubicados en la Argelia francesa. En 1965, un golpe de Estado militar llevó al poder a Houari Boumédiène. El nuevo presidente estableció un programa de modernización y entrenamiento y también fortaleció la cooperación militar con la Unión Soviética. Posteriormente, Argelia adquirió dos escuadrones de cazabombarderos MiG-17F, otros dos helicópteros Mi-4 para misiones de transporte, ataque terrestre y reconocimiento de artillería, dieciséis bombarderos Il-28 y seis aviones supersónicos MiG-21F-13. Tres MiG-21 fueron entregados en 1967.

### Guerra de los Seis Días
El primer enfrentamiento de la Fuerza Aérea de Argelia tuvo lugar en 1967 durante la Guerra de los Seis Días, en el que participaron dos escuadrones de MiG-17, un escuadrón de MiG-21 y uno de Il-28 dentro de la coalición de fuerzas árabes. Con cerca de 10 aviones, Argelia representaba la segunda fuerza aérea en el frente egipcio. Luego, los MiG-17 fueron pilotados por aviadores argelinos, mientras que los MiG-21 debían ser pilotados por aviadores egipcios más experimentados. Pero a su llegada, los primeros seis MiG-21 aterrizaron en la base aérea de El Arish, ubicada en la Península del Sinaí, que había quedado bajo control israelí y fueron capturados.  Cuatro de los MiG-21 fueron entregados a Estados Unidos para probar el avión, al que luego se enfrentaron las fuerzas estadounidenses en Vietnam. Tras la derrota árabe y la superioridad comprobada de los israelíes en el combate aéreo, Argelia decidió intensificar el entrenamiento de sus pilotos con la adquisición de un lote de 28 aviones de entrenamiento alemanes Fouga CM-170 Magister, tras su modernización en Francia. También fueron adquiridos cinco helicópteros SA-330 Puma. A principios de 1971, la flota aérea contaba con casi 20 aviones siendo el avión principal el MiG-21, mientras que los MiG-15 y MiG-17 ya no estaban a la altura de aviones como el F-4 Phantom estadounidense. Tras un acuerdo de asociación militar con la Unión Soviética, Argelia adquirió cazabombarderos Su-7BMK para reemplazar a los MiG-17F.

### Guerra de Yom Kipur
La segunda participación directa de Argelia en el conflicto árabe-israelí tuvo lugar en 1973, durante la guerra de Yom Kipur, en la que participó un escuadrón de bombarderos tácticos Su-7 escoltados por un escuadrón de cazas MiG-21, así como un tercer escuadrón equipado con MiG-17 para misiones de apoyo. Se perdieron tres aviones, dos Su-7 cuyos pilotos murieron y un MiG-17 cuyo piloto logró estrellarse cerca de su base de operaciones, eyectó y evitó ser capturado. Al mismo tiempo, a principios de la década de 1970 y con la ayuda de la URSS, Argelia abrió la primera escuela de vuelo militar en Tafraoui, cerca de Orán.

### Guerra del Sáhara Occidental
En 1975, el Reino de Marruecos tomó el control del norte del Sáhara Occidental tras la retirada de España y los combatientes del Frente Polisario se alzaron en armas contra el ejército marroquí. Los únicos dos enfrentamientos directos entre Argelia y Marruecos, en las Batallas de Amgala, no vieron enfrentamientos de fuerzas aéreas, y no se han producido enfrentamientos aéreos desde entonces;  Argelia, sin embargo, está reforzando sus medios de defensa en su frontera con Marruecos.

### Segunda fase de modernización
A principios de 1978, la fuerza aérea argelina estaba formada por 5.000 hombres y estaba equipada con 23 aviones de combate. La flota incluía doce MiG-21MF, un escuadrón de cazabombarderos equipado con dos Su-7BMK, un escuadrón de ataque equipado con aviones de combate MiG-17, un escuadrón equipado con bombarderos Il-28, y cazas MiG-15 para entrenamiento. Hacia finales del mismo año, se adquirió el primer lote de cinco MiG-23 de geometría variable, así como un primer lote de aviones de combate MiG-25 Foxbat, que se utilizaban en misiones de reconocimiento aéreo.

### Primeros contactos con Occidente
En 1978 se reestructuraron los sistemas de entrenamiento y se reemplazó el primer avión de entrenamiento, el Joumhouria por T-34C adquiridos en Estados Unidos. En 1981, tras su mediación en la crisis de los rehenes iraníes, Argelia se ganó la simpatía de Estados Unidos, que le ofreció seis aviones de transporte táctico C-130H y le devolvió los seis MiG-21 incautados en 1967 por Israel. Argelia adquirió otros C-130H y C-130H-30 en la década de 1980. Durante este mismo período, se adquirieron otros MiG-23 y MiG-25 y se cambió la flota de MiG-21F por 120 MiG-21MF/Bis más modernos. En 1980, Argelia adquirió 39 aviones Aero L-39 Albatros de fabricación checoslovaca.

### Guerra civil argelina
En la década de 1990, Argelia entró en una cruel guerra civil. Debido a una grave crisis económica y a la disolución de la Unión Soviética, se redujo la adquisición de nuevos equipamientos militares. La partida de casi 500 asesores y técnicos soviéticos, presentes en el país antes de 1990, dificultó el mantenimiento operativo de la flota aérea. En aquel período tuvo lugar la adquisición de aeronaves de transporte militar Ilyushin Il-76. En las operaciones antiterroristas se apostó por usar escuadrones de helicópteros militares AS-350, Mil Mi-17 y Mil Mi-24MkIII, equipados con dispositivos de visión nocturna, así como aeronaves de ala fija, para llevar a cabo misiones de ataque a tierra. También jugó un papel importante en la lucha contra los grupos islamistas, la introducción en el conflicto de seis aviones de reconocimiento Beechcraft 1900D.

### Tercera fase de modernización
La caída de la URSS y la falta de los técnicos soviéticos, empujaron a la Fuerza Aérea Argelina a desarrollar sus propias habilidades nacionales, en el área del entrenamiento y el mantenimiento de sus equipos militares. A todo ello se le sumó el envejecimiento de su flota de cazas MiG-21 y MiG-23. En 1997, tras una decisión sobre la diversificación de sus proveedores, la Fuerza Aérea Argelina, firmó un contrato con el fabricante sudafricano Denel Dynamics, para hacer efectiva la adquisición de varios vehículos aéreos no tripulados de reconocimiento aéreo Seeker, al mismo tiempo, Argelia adquirió tres cazas MiG-25RBSH de reconocimiento aéreo en Ucrania y firmó un contrato con los Estados Unidos para la adquisición de seis aeronaves Beechcraft 1900D de reconocimiento aéreo. En la misma década, había un gran interés por el helicóptero sudafricano Denel AH-2 Rooivalk, los Mi-24 argelinos estaban equipados con los mismos sistemas de armamento que la aeronave sudafricana, dotándolos de una capacidad de carga de bombas de precisión guiadas por láser y contaban con capacidad de bombardeo todo tiempo. Unos 40 Mi-24 argelinos fueron importados desde Ucrania, entre 1998 y 2001. También fueron adquiridos seis aviones cisterna Ilyushin Il-78 Midas. Después de la reducción de su flota aérea restante y tras la retirada de los Sukhoi Su-17, MiG-21 y una gran parte de los MiG-25 y MiG-23, la Fuerza Aérea Argelina adquirió en Ucrania y Bielorrusia; seis Sukhoi Su-24MK, 16 Mikoyan MiG-29S y nueve MiG-25 PDS, así como dos Su-24MK, en servicio con la Fuerza Aérea de Rusia, que posteriormente fueron modernizados.

### Chengdu JF-17 Thunder
Si bien la fuerza aérea argelina consiste principalmente en aviones de origen ruso, como el Sukhoi Su-30 y el MiG-29, Argelia ha expresado interés en adquirir aviones de China. Argelia ha sido vista como un operador potencial del caza de cuarta generación chino Chengdu JF-17 Thunder.

## Misiles

### Misiles aire-aire
| Nombre      | Imagen | País de origen  | Alcance máximo | Tipo de misil                             | Sistema de guiado                                                           |
| ----------- | ------ | --------------- | -------------- | ----------------------------------------- | --------------------------------------------------------------------------- |
| Vympel R-3  |        | Unión Soviética | 30 km          | Misil aire-aire de corto alcance          | Guiado por infrarrojos                                                      |
| Vympel R-73 |        | Unión Soviética | 30 km          | Misil aire-aire de corto alcance          | Guiado por infrarrojos                                                      |
| Vympel R-77 |        | Rusia           | 110 km         | Misil aire-aire de medio alcanceMisil BVR | Sistema de navegación inercialGuiado por infrarrojosGuiado por radar activo |
| Vympel R-27 |        | Unión Soviética | 170 km         | Misil aire-aire de medio alcanceMisil BVR | Guiado por radar semiactivo                                                 |

### Misiles aire-superficie
| Nombre | Imagen | País de origen  | Tipo de misil                                                           | Sistema de guiado |
| ------ | ------ | --------------- | ----------------------------------------------------------------------- | --- |
| Kh-25  |        | Unión Soviética | Arma antibúnkerMisil aire-superficieMisil antibuqueMisil antirradiación | Guiado por infrarrojosGuiado por láserGuiado por radar activo y pasivoGuiado por satélite (Sistema GLONASS)Guiado por televisión |
| Kh-29  |        | Unión Soviética | Arma antibúnkerBomba antipistaMisil aire-superficieMisil antibuque      | Guiado por infrarrojosGuiado por láserGuiado por radar activoGuiado por televisión                                               |
| Kh-31  |        | Unión Soviética | Misil aire-superficieMisil antibuqueMisil antirradiación                | Radar activo y pasivoSistema de navegación inercial                                                                              |
| Kh-35  |        | Unión Soviética | Misil aire-superficieMisil antibuqueMisil de crucero                    | Sistema de navegación inercialRadar de banda X                                                                                   |
| Kh-58  |        | Unión Soviética | Misil aire-superficieMisil antibuqueMisil antirradiación                | Guiado por infrarrojosRadar activo y pasivoSistema de navegación inercial                                                        |
| Kh-59  |        | Rusia           | Misil aire-superficieMisil antibuqueMisil de crucero                    | Guiado por televisiónRadar activoSistema de navegación inercial                                                                  |

### Misiles antitanque
| Nombre      | Imagen | País de origen  | Sistema de guiado | Alcance máximo | Plataforma de lanzamiento                                  |
| ----------- | ------ | --------------- | ----------------- | -------------- | ---------------------------------------------------------- |
| ZT3 Ingwe   |        | Sudáfrica       | LOSBR             | 5 km           | Helicóptero militar Mil Mi-24                              |
| 9M120 Ataka |        | Unión Soviética | SACLOS            | 10 km          | Helicóptero militar Mil Mi-24Helicóptero militar Mil Mi-28 |